# 道井ヲト
道井 ヲト（みちい ヲト、1871年9月1日（明治4年7月17日） - 1982年1月10日）は長寿日本一であった石川県の女性。

## 来歴
1871年に生まれる。石川県羽咋市に暮らした。1975年時点で石川県最高齢者であり、1980年4月、北海道の古平コハルの死去により長寿日本一となる。但し存命中は泉重千代の記録が認定されていたため日本2位、女性の長寿日本一などと報じられた。晩年は末娘の介護を受け自宅で暮らしていた。
1982年1月10日、老衰のため110歳で死去した。長寿日本一は熊本県の宮田トカとなった。
ジェロントロジー・リサーチ・グループ（GRG）では不完全なケースとして2000年代半ばには認定されている。